# Kazimierz Czapla (adwokat)
Kazimierz Czapla (ur. 16 lipca 1869 w Chełmnie, zm. 5 października 1930 w Katowicach) – polski adwokat i notariusz, działacz narodowy na Górnym Śląsku, podkomisarz Naczelnej Rady Ludowej dla Górnego Śląska, współzałożyciel i pierwszy prezes Izby Adwokackiej w Katowicach.

## Życiorys
Urodził się 16 lipca 1869 roku w Chełmnie. Po ukończeniu tamtejszego gimnazjum studiował prawo na uniwersytetach we Wrocławiu i Berlinie. Praktykę zawodową odbywał początkowo na Pomorzu (w Chełmnie, Gdańsku, Tucholi i Kwidzynie), a po zdaniu egzaminu asesorskiego w 1896 roku przeniósł się do Bytomia, gdzie jako pierwszy polski adwokat na Górnym Śląsku otworzył kancelarię adwokacką, którą prowadził do 1922 roku.
Mieszkając i pracując w Bytomiu brał czynny udział w działaniach polskich stowarzyszeń narodowych. Był m.in. syndykiem i członkiem rady nadzorczej tamtejszego Banku Ludowego, był członkiem władz Związku Śląskich Kół Śpiewaczych czy sekretarzem Śląskiego Towarzystwa Pomocy Naukowych. Służył polskim organizacjom radą i pomocą, zwłaszcza w sprawach prawnych i ekonomicznych. Występował też jako obrońca w procesach wytaczanych przez władze polskim instytucjom i osobom, w tym m.in. prezesa bytomskiego „Sokoła” Michała Wolskiego czy redaktora „Gazety Robotniczej” Emila Caspariego. Od 1903 roku należał do zarządu Polskiego Towarzystwa Ludowego, a w 1910 roku w jego mieszkaniu w Bytomiu odbył się pierwszy zjazd delegatów kółek szkolnych. Na łamach „Katolika” prowadził kącik porad prawnych dla ludności polskiej.
Po zakończeniu I wojny światowej zintensyfikował swoją działalność polityczną. Jeszcze w 1918 roku został przewodniczącym polskiej Rady Ludowej i delegatem powiatu bytomskiego na Sejm Dzielnicowy w Poznaniu. Stał na czele podkomisariatu Naczelnej Rady Ludowej dla Górnego Śląska w Bytomiu – podkomisarzem został 3 stycznia 1919 roku i był nim aż do jego zdelegalizowania 14 maja 1919 roku. W marcu 1919 roku został członkiem delegacji polskiej z Górnego Śląska do rozmów konsultacyjnych Komitetu Narodowego Polski w Paryżu. 
Był jednym z założycieli i czołowym działaczem Chrześcijańskiego Zjednoczenia Ludowego. W swej działalności politycznej starał się przestrzegać zasad legalizmu, z niechęcią odnosił się do akcji zbrojnych, powstań i wystąpień masowych.
Po rozwiązaniu bytomskiego podkomisariatu Naczelnej Rady Ludowej, w połowie maja 1919 roku zagrożony aresztowaniem opuścił Górny Śląsk, udając się do Warszawy i Poznania. W okresie I powstania śląskiego przebywał w Sosnowcu. We wrześniu 1919 roku stanął na czele Komisariatu Rad Ludowych na Śląsku. W listopadzie tego samego roku na polecenie polskiego rządu został komisarzem do spraw uchodźców z Górnego Śląska, organizując dla nich obozy i inne formy opieki, a w 1920 roku ich likwidacją.
W 1920 roku powrócił do Bytomia i rozpoczął współpracę jako doradca prawny z Polskim Komisariatem Plebiscytowym. W okresie plebiscytu utrzymywał kontakty z przedstawicielami Międzysojuszniczej Komisji Rządzącej i Plebiscytowej, szczególnie z Francuzami.
Po przyłączeniu części Górnego Śląska do Polski, w 1922 roku przeprowadził się do Katowic, gdzie pracował jako adwokat i notariusz. Swoją kancelarię adwokacką otworzył w kamienicy przy ulicy Gliwickiej 15. Był współzałożycielem i do 1929 roku pierwszym prezesem Izby Adwokackiej w Katowicach. Był także członkiem zarządu Spółki Akcyjnej Śląskie Kopalnie Cynkowe. Od 1928 roku był prezesem Śląskiej Pomocy Naukowej, która wspomagała młodzież akademicką.
Zmarł nagle w swojej kancelarii w Katowicach 5 października 1930 roku. Został pochowany na tamtejszym cmentarzu przy ulicy Gliwickiej.

## Życie prywatne
Pochodził z rodziny lekarza Franciszka i Pelagii z domu Rzepnikowska. Miał brata Brunona, duchownego rzymskokatolickiego.
Był żonaty, miał syna Witolda (1906–1958).